# 新井翔
新井 翔（あらい しょう、男性、1991年6月2日 -）は、ラジオDJ・タレント。フリータレント。血液型はO型。日本語、英語、中国語の3か国語に堪能な多言語話者。

## 概要
イギリス・ヨーク出身。立教大学文学部卒業。
趣味は、芸術鑑賞、海外旅行、フライト、ワイン、ゴルフ。
中学時代までイギリスと日本を行き来しながら過ごしていた。中学2年の時にイギリスの国語の授業で学んだ英語の詩の奥深さに惹かれたことで、大学では英米文学を専攻した。大学3年の時に、映画学を学ぶためイギリスのエセックス大学に長期留学した。英語と中国語に堪能で、イベントのプレゼンテーターやナレーションなどで活躍している。

## 出演
- 『Begin the Be☆金』[2]（FM PORT、2016年11月4日 - 2019年8月30日）ナビゲーター
- 『Good Morning Music』[2]（CRT栃木放送、2018年4月 - ）
- 『Double Eyes』[6]（K-mix、2019年4月3日 - 2021年3月31日）パーソナリティ（水・木曜日）
- 『LIKEY』（FM PORT、2019年9月6日 - 2020年6月27日）ナビゲーター
- 『新井翔と今井太志の温もりラボ21』（CRT栃木放送他）
- 『READY TO GO！』（FM NORTH WAVE、2022年4月1日 - ）パーソナリティ